# Хрисафий Этомма
Христафий Этомма — влиятельный евнух в чине кувикулария при дворе императора Феодосия II. Он проводил политику умиротворения по отношению к гуннам, что стоило империи гораздо больше золота, чем любая военная кампания, при этом сам сколотил огромное состояние на взятках. Во всех древних повествованиях он изображается как зловещая фигура.

## Биография
Дата рождения неизвестна. Христафий довольно быстро поднимался по карьерной лестнице,: согласно Малале, он был простым кубикуларием; согласно Пасхальной хронике, он был спафарием. В 441 году Хрисафий погубил карьеру префекта Константинополя Кира который был популярен в народе. Вскоре Христафий подговорил Евдокию — супругу Феодосия II, чтобы император повелел патриарху Флавиану посвятить Пульхерию, как давшую обет девственности, в диакониссы. Однако Пульхерия узнала о заговоре и сама удалилась от двора.
В 443 году он стал камергером, начал интриговать против императрицы обвиняя её в неверности с другом детства императора — Павлином, за что та подверглась опале и была сослана в Иерусалим. Отстранив сестру и жену императора, Христафий фактически стал правителем империи и сильно влиял на императора. В 449 году, Христафий с согласия императора за 50 литров золота подкупил германца Эдекона убить Аттилу. Но позже Эдекон раскрыл заговор Аттиле, который потребовал голову Хрисафия. Хрисафий отправил посланника с деньгами, и Аттила в презрительных выражениях согласился простить его и императора при условии, что он будет получать ежегодную компенсацию в размере 700 фунтов золота в год.
За несколько месяцев до смерти Феодосия, Хрисафий впал в немилость. В 450 году вскоре после смерти Феодосия и воцарения Маркиана, Пульхерия выдала Хрисафия на расправу Иордану, сыну Иоанна Вандала.